# Klasyfikacja TAS
Klasyfikacja TAS (Total Alkali Silica) – jest to klasyfikacja skał wulkanicznych, według której klasyfikacja skał wulkanicznych jest sporządzona na podstawie ich składu chemicznego. Została zaproponowana ze względu na fakt, iż skały wulkaniczne często zawierają szkliwo, oraz mogą być tak wykształcone strukturalnie, że rozpoznanie na podstawie ilościowego ustalenia składu mineralnego jest niemożliwe. Jeśli jednak ustalenie ilościowego składu mineralnego jest możliwe, należy klasyfikować skały wulkaniczne zgodnie z klasyfikacją A. Streckeisena opartą na podwójnym trójkącie QAPF dla skał wylewnych.
Klasyfikacja TAS polega na klasyfikowaniu skał na podstawie diagramu skonstruowanego na podstawie całkowitej zawartości krzemionki SiO2 i alkaliów Na2O + K2O (% wagowy). System ten został zatwierdzony na kongresie w Moskwie. Zasady klasyfikacji zostały przedstawione w pracy Le Maitre'a w 1984 roku:
- 1. Klasyfikacja jest czysto opisowa, nie wprowadza i nie interpretuje zależności genetycznych.
- 2. Analizy chemiczne służące do klasyfikacji powinny być wykonane ze świeżych, nie zwietrzałych skał, nie zmienionych metamorficznie i metasomatycznie ani nie wykazujących nierównomiernych kumulacji kryształów. Skała nie powinna zawierać więcej niż 2% wody i nie więcej niż 0,5% CO2, gdyż w przeciwnym razie klasyfikacja nie może spełnić ściśle swojego właściwego zadania.
- 3. Przy przeliczeniach dopuszczalne ilości wody i CO2 powinny być pominięte i cała analiza powinna być bez tych składników przeliczona na 100. Stosunek FeO do Fe2O3 powinien być w określonych granicach i powinien być uzasadniony.

## Diagram TAS
Diagram klasyfikacyjny (dwie wersje) zawiera 14 pól, w których w pierwszej wersji naniesione są główne nazwy skał, druga wersja natomiast zawiera symbole literowe obrazujące stopień nasycenia krzemionką w ramach norm CIPW. Litera O oznacza skały przesycone (oversaturated), litera S oznacza skały nasycone (saturated), litera U oznacza skały niedosycone (undersaturated). Litery F, Ph, T, R, B i Pc to nazwy podstawowe, np. B – bazalty, Pc – pikrobazalty.
- Pc – pikrobazalty
- B – bazalty
- O1 – bazaltowe andezyty
- O2 – andezyty
- O3 – dacyty
- R – ryolity alkaliczne i ryolity
- S1 – trachybazalty

Diagram TAS z symbolami pól wykazujących stopnie nasycenia krzemionką

- S2 – trachyandezyty (maugearyty i shoshonity)
- S3 – trachyandezyty (benmoreity i latyty)
- T – trachity alkaliczne, trachity
- U1 – bazanity i tefryty
- U2 – fonotefryty
- U3 – tefryfonolity
- Ph – fonolity
- F – foidyty

Niektóre pola np. U1 zawierają  po dwie nazwy. W przypadku pola U1 dodatkowa nazwa jest bazanit. Użyć tego określenia można gdy obliczony stosunek oliwinu przekroczy 10%. Gdy warunek ten nie zostanie spełniony skałę określa się mianem tefryt.